# Kim Manning
Kimberley Fiona Manning (Alaska, 7 de mayo de 1960), conocida como Kim Manning, es una presentadora, actriz y bailarina estadounidense que ha desarrollado su carrera artística en España.
Se hizo popular gracias al programa Un, dos, tres... responda otra vez. Allí fue la azafata que más entregas del concurso realizó, debutando el 20 de mayo de 1983 y terminando el 4 de enero de 1988, habiendo realizado en torno a 131 programas, donde se hizo famosa por las complicadas coreografías que realizaba semana a semana y por su simpatía a la hora de charlar con Mayra Gómez Kemp. Ésta la catapultaría al puesto de azafata contable a partir del 9 de noviembre de 1987, la única contable extranjera de la historia del concurso.
En 1992 presentó junto a Fernando Carrillo el programa diario El show de la una, en Televisión Española.
Durante los años 1990 potenció su carrera como actriz, apareciendo en un episodio de Farmacia de guardia. Su trabajo más conocido fue en la serie Manos a la obra de Antena 3, donde interpretó entre 1997 y 2001 el papel de Tanya, una trabajadora polaca ayudante de Manolo (Ángel de Andrés López) y Benito (Carlos Iglesias). En 2003 participó en la serie de Antena 3 London Street, en la que daba vida a la excéntrica Mrs. Robinson, una peculiar ama de casa londinense que acoge al protagonista interpretado por Fernando Ramallo.
En TVE participó en algunas ediciones de La revista de José Luis Moreno como Feliz Nochevieja, cariño (1996).
En agosto de 2006 rueda la película The Cheetah Girls 2 (película original de Disney Channel), en la cual interpreta el papel de Lola Durán. En octubre de este mismo año participó en el concurso El desafío bajo cero, donde destacó como patinadora y quedó clasificada en tercera posición.
Seguidamente se instaló de nuevo en su país natal. En 2011 vuelve a la TV interpretando a Anna en la serie Escuela de rock. 
Desde 1992 hasta la segunda mitad de la década de 2000 regentó el restaurante Cornucopia en Madrid.

## Filmografía
Ella misma:
- 1983-1988: Un, dos, tres... responda otra vez
- 1992-1995: El show de la una
- 2003: Pasapalabra
- 2006: El desafío bajo cero
- 2011: El club de la comedia

Como Actriz:
- 1992-1995: Farmacia de guardia como Alice.
- 1997: Holanda como ella misma.
- 1998-2001: Manos a la obra como Tania Biezka Salianova.
- 1998: Spanish Fly como Mujer americana.
- 2000: Punto de mira como Maestra.
- 2002-2005: Bellas durmientes como Rebecca.
- 2003: London Street como Mrs. Robinson
- 2006: The Cheetah Girls 2 (película original de Disney Channel) como Lola Durán.
- 2011: Escuela de rock como Anna.
- 2015: Velvet